# Кристапс Порзингис
Кристапс Порзингис (на латвийски: Kristaps Porziņģis) е латвийски баскетболист, играещ като тежко крило за Вашингтон Уизърдс в НБА. Висок е 221 cm и тежи 109 kg. Кристапс е по-малък брат на баскетболиста Янис Порзингис.

## Кариера
Кристапс е юноша на Лиепаяс Лаувас. През 2010 г. преминава в академията на Севиля. По това време Кристапс обаче страда от анемия и освен това среща трудности с изучаването на езика. През първия си сезон в юношеския тим латвиецът дори не комуникира с треньорския щаб и съотборниците си.
На 4 януари 2012 г. записва първяи си мач на дублиращия тим на Севиля в турнира „Сиудат де Хоспиталет“. Кристапс записва средно по 9.2 точки, 4.8 борби и 2.6 блока в турнира. Крилото впечатлява с изявите си на същия турнир в началото на 2013 г., когато Севиля играе финал срещу Реал Мадрид, а Кристапс вкарва 24 точки и записва 11 борби срещу „кралския клуб“.
От 2013 г. е част от първия тим, където е наложен от треньора Аито Гарсия. Записва 7 мача в дебютния си сезон при мъжете. През сезон 2013/14 получава повече игрово време и попада в идеалния отбор на младите играчи в испанския шампионат.
През април 2014 г. Кристапс заявява, че е готов да участва в драфта на НБА. По това време интерес към крилото проявяват Орландо Меджик и Оклахома Сити Тъндър. Все пак Порзингис се отказва от участието си в драфта, заявявайки, че не се чувства готов.
Латвиецът изиграва още един сезон в Севиля, като помага на тима да се представи достойно в турнира Еврокъп. Порзингис печели наградата за най-добър млад играч на втория по сила европейски турнир. Благодарение на силните му изяви, Севиля се спасява от изпадане в шампионата, а Кристапс за втори път попада в иделания отбор на най-добрите млади играчи на шампионата.
На 25 юни 2015 г. е изтеглен под номер 4 в драфта на НБА от Ню Йорк Никс. Дебютира за нюйоркчани на 28 октомври срещу Милуоки Бъкс, като вкарва 16 точки и записва 5 борби. В първите си мачове се утвърждава като най-резултатния новобранец в лигата с 13.7 точки средно и става новобранец на месеца в Източната конференция през октомври и ноември. На 2 ноември прави първия си дабъл-дабъл за Никс срещу Сан Антонио Спърс – 13 точки и 14 борби. През месец декември също печели наградата за новобранец на месеца.
В началото на 2016 г. участва в мача на изгряващите звезди за интернационалния тим и завършва срещата с 30 точки. В редовния сезон записва 72 мача за Никс с показатели от 14.3 точки и 7,3 борби средно на мач. Латвиецът е високо оценен в дебютния си сезон, като остава втори в класацията за Новобранец на годината, спечелена от Карл-Антъни Таунс. Порзингис попада и в идеалния отбор на новобранците за сезон 2015/16.

## Успехи
- Изгряваща звезда в Еврокъп – 2015
- Идеален отбор на новобранците в НБА – 2016